# Zapala
Zapala è una città della provincia di Neuquén, nella parte nord-occidentale della Patagonia argentina. Ha una popolazione di circa 32 000 abitanti.
La città è situata nella parte centrale della provincia, ed è un importante nodo stradale: si trova nel punto d'incontro di diverse strade provinciali e nazionali, il che la rende un passaggio obbligato in direzione delle Ande e del Cile o, nel senso opposto, dell'Argentina centrale e orientale. La città è sede di un'importante cementificio.
Zapala è situata nelle vicinanze del Parco Nazionale Laguna Blanca ed è una stazione sciistica. La regione circostante (nota come Pehuenia, e comprendente Zapala, la vicina cittadina di Aluminé e altre) è una steppa, con piccole foreste di araucaria.

## Infrastrutture e trasporti
Zapala fu fondata il 12 luglio 1913 come stazione ferroviaria per la Ferrocarril del Sud (ora Ferrocarril General Roca). Attualmente la città è divisa in due dalla ferrovia; una parte costituisce il distretto commerciale con gli edifici più vecchi, l'altra è un moderno quartiere residenziale.
Questa linea ferroviaria avrebbe dovuto proseguire attraverso le Ande, ma la costruzione si fermò negli anni venti. Nel 2006 è stata proposta una ripresa dei lavori.